# Teodoro (usurpador romano)
Teodoro (em latim: Theodorus) foi um usurpador contra o imperador Valente (r. 364–378) segundo o relato de Amiano Marcelino. O historiador vivia em Antioquia em 372 e, deixando claro que estava dando um relato como testemunha ocular, conta que Teodoro foi apontado como tendo sido escolhido através de adivinhações como sendo o novo imperador, o sucessor de Valente. Conta também como Teodoro e seus comparsas foram obrigados a confessar suas artimanhas após serem torturados e acabaram sendo punidos cruelmente.